# یورش مغولان به آناتولی
یورش مغولان به آناتولی در دوره‌های گوناگونی رخ داد و با لشکرکشی در سال‌های ۱۲۴۱_۱۲۴۳ شروع گردید و همچنین در نبرد کوسه‌داغ به اوج خود رسید. پس از تسلیم شدن سلجوقیان در ۱۲۴۳ تا سقوط ایلخانان در ۱۳۳۵، قدرت واقعی بر آناتولی توسط مغولان اعمال شد. از آن‌جا که سلطان سلجوقی چندین بار قیام کرد، در سال ۱۲۵۵، مغولان آناتولی مرکزی و خاوری را درنوردیدند. پادگان ایلخانان مغول در نزدیکی آنکارا مستقر بود. یورش تیمور را گاه آخرین حمله مغولان به آناتولی می‌دانند. بقایای میراث فرهنگی مغول هنوز در ترکیه قابل مشاهده است، از جمله گورستان فرمانداران مغول و پسر هولاکو در ترکیه قرار دارد.

در پایان سده چهاردهم میلادی، بیشتر بخش‌های آناتولی به دلیل فروپاشی پادشاهی سلجوقیان روم به‌دست بیگ‌نشین‌های آناتولیایی افتاده بود. بیگ‌نشین‌های ترکمن درابتدا فرمان بردار سلجوقیان بودند ولی پس از ضعف سلجوقیان فرمانبردار مغول ها شدند. بیگ‌نشین‌ها نمی‌توانستند سکه‌هایی به نام بزرگان خود ضرب کنند چراکه فرمانبردار مغولان (ایلخانان) بودند و حق ضرب سکه به نام خود را نداشتند.فرمانروای عثمانی، «عثمان یکم» نخستین فرمانروای ترک بود که در دهه ۱۳۲۰ سکه‌هایی به نام خود ضرب کرد،  «ضرب شدن سکه توسط عثمان پسر ارطغرل» بوده است. از آنجایی که ضرب سکه از جمله حقوقی بود که در عمل اسلام فقط برای حاکمیت قائل شده بود، می‌توان در نظر گرفت که عثمانی‌ها از خان های مغول مستقل شدند.

## رویدادهای نخست

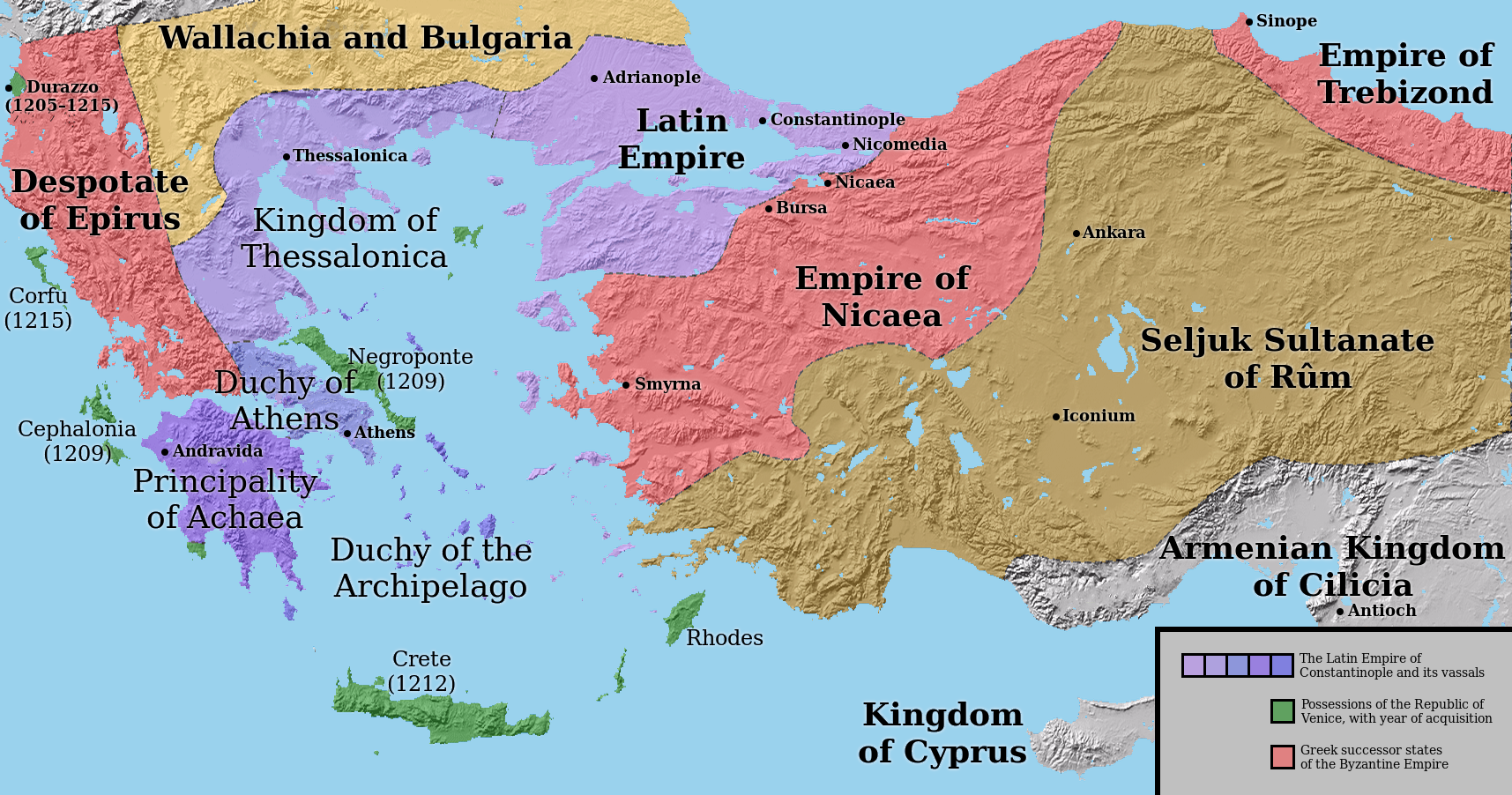
ره‌نامه ای که تقسیم امپراتوری بیزانس به امپراتوری لاتین، امپراتوری نیقیه و امارت اپیروس پیش از یورش مغول را نشان می‌دهد.

در سده دوازدهم میلادی، امپراتوری بیزانس توان فرمانروایی خود را در آناتولی باختری و شمالی دوباره به دست آورد. پس از به‌دست آوردن قسطنطنیه در ۱۲۰۴ توسط صلیبیون لاتین، دو ایالت جانشین بیزانس تأسیس شد: امپراتوری نیقیه و امارت اپیروس. سومین، امپراتوری ترابوزان چند هفته قبل از یورش قسطنطنیه توسط آلکسیوس اول تربیزندی ایجاد شد. از این سه ایالت جانشین، ترابوزان و نیقیه در نزدیکی امپراتوری مغول قرار داشتند. سپس کنترل آناتولی بین دولت‌های یونانی و سلطنت سلجوقی روم تقسیم شد و دارایی های بیزانس به تدریج کاهش یافت.
امپراتوری مغول، ایران را در سال ۱۲۳۰ میلادی فتح کرد. جُرماغُون نُویان فرماندار نظامی ایران شد. در آن زمان هیچ گونه دشمنی با ترکان سلجوقی صورت نگرفت. کیقبادیکم و جانشین بی واسطه و دست‌نشانده وی کیخسرو دوم با پرداخت باج حداقل ادای احترام به خان بزرگ اوگتای خان را انجام می‌دادند. اوگتای در سال ۱۲۴۱ درگذشت و کیخسرو از این فرصت استفاده کرد و شکست های پیشین را فراموش کرد و معتقد بود که او به اندازه کافی توانمند است که در برابر مغولان ایستادگی کند. جانشین جورماغون «بایجو نویان» کیخسرو را احضار کرد تا مطیع بودن و فرمانبرداری خود را مجددا به خان جدید ابراز کند:بایجو نویان، همچنین شرایط سختگیرانه ای برای وی گذاشت اما کیخسرو هیچ یک از شرایط بایجو را نپذیرفت و اعلام جنگ داد. سلجوقیان به پادشاهی گرجستان، که تحت فرمانروایی مغول بود، یورش بردند.

## سقوط ارزروم
سپاه بایجو در رابطه با نافرمانی کیخسرو در سال ۱۲۴۱ به ارزروم یورش برد. بایجو پیش از یورش، درخواست صلح کرد.ساکنان شهر به فرستاده مغول توهین کردند. از آنجا که این شهر تصمیم به ایستادگی گرفت و از گفتگوی مغول سرپیچی کرد، مغولان آن شهر را محاصره کردند. در دو ماه، مغولان ارزروم را گرفتند و ساکنان آن را مجازات وکشتار کردند. بایجو با آگاهی از قدرت سلجوقیان در آناتولی، بدون پیشروی بیشتر به دشت مغان بازگشت.

## رویدادهای ارزروم
بایجو با گروهی از جنگجویان گرجستانی و ارمنی تحت فرماندهی آواگ و شانشه در ۱۲۴۳ به سوی ارزروم پیشروی کردند. هنگامی که یاکوت فرماندار آن از تسلیم کردن شهر خودداری کرد ،شهر ارزروم را محاصره کردند. و با توان دوازده منجنیق، سپاهیان بایجو به ارزروم یورش بردند. وقتی گزارش‌های حمله به ارزروم به کیخسرو رسید، وی نیروهای مسلح خود را در قونیه فرا خواند. او با ارسال یک پیام به بایجو، این چالش را پذیرفت و با بایجو را تمسخر کرد که سپاهیان او تنها یکی از شهرهای متعدد قلمروی سلجوقیان را تصرف کرده‌اند.

## نبرد کوسه‌داغ

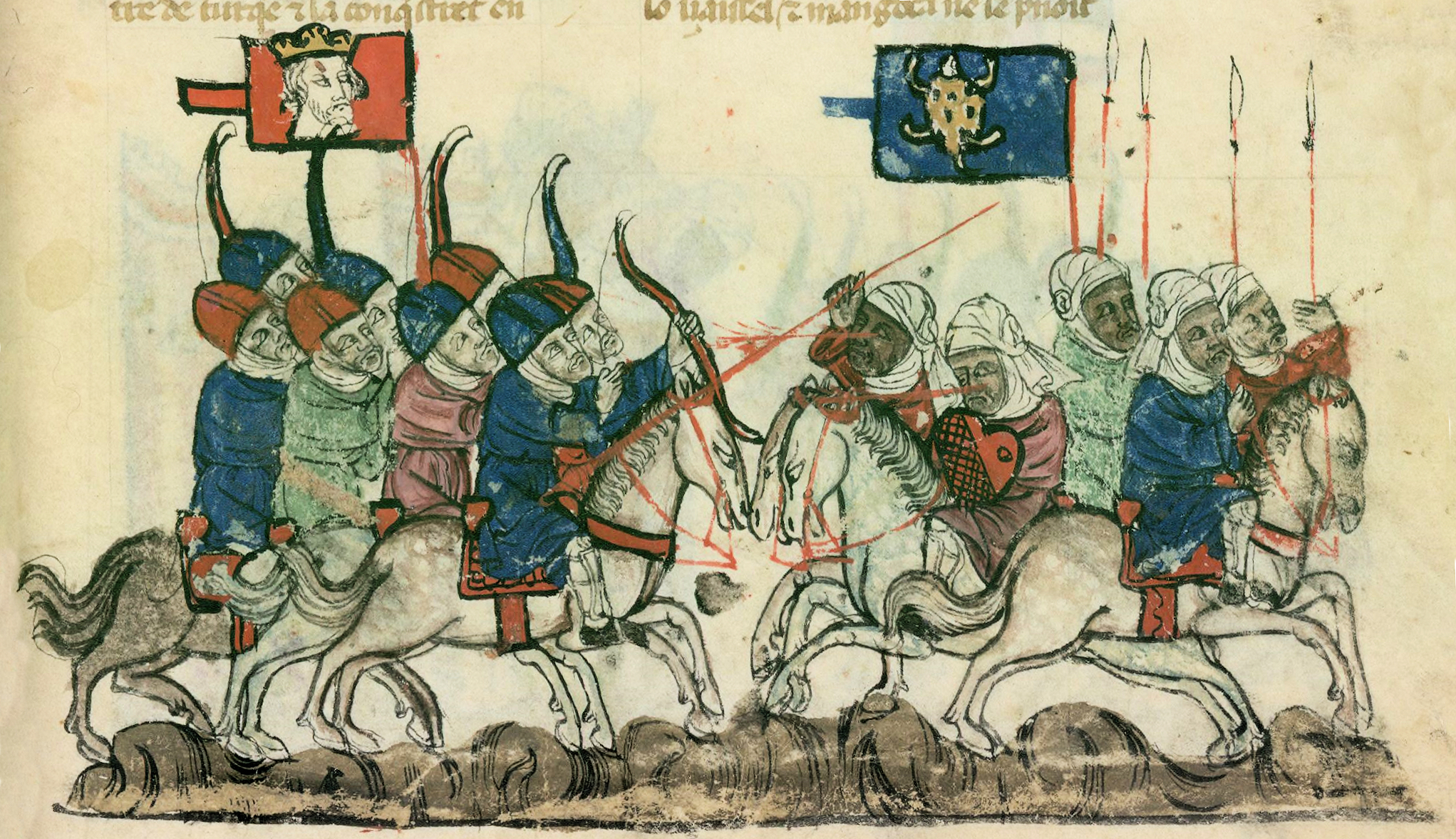
ارتش مغول، سلجوقیان را در نبرد کوسه‌داغ در سال ۱۲۴۳ تعقیب می‌کند.

سلطان سلجوقی با تمام ملت‌های پیرامون خود متحد شد. پادشاه ارمنی پادشاهی کیلیکیه به او وعده اعزام گروهی داد. با این حال، این قطعی نیست که آنها واقعاً درگیر مبارزه او با مغول ها بودند. کیخسرو از ارتش امپراتوری تربیزند و سلطان ایوبی در حلب پشتیبانی نظامی دریافت کرد و مزدوران فرانسوی در این کمپین شرکت کردند. به دلیل اطلاعات کمی قابل اعتماد ، اندازه گیری نیروهای مخالف دشوار است. اما نیروهای سلجوقی بزرگتر از مغولان بودند.